# Cmentarz wojenny w Świdniku
Cmentarz wojenny w Świdniku – nieistniejący cmentarz z okresu I wojny światowej znajdujący się w Świdniku.
Cmentarz usytuowany był w Świdniku przy ulicy Mełgiewskiej, to jest drodze z Lublina przez Świdnik do Mełgwi w ówczesnym jej przebiegu, obecnie nieistniejącym, około 15 metrów od niej. Zajmował powierzchnię 0,096 hektara. W 1991 wykonano ogrodzenie cmentarza, wytrasowano aleję główną i ustawiono żelazny krzyż oraz obmurowano ziemne mogiły. Przed likwidacją cmentarza podawano, że mogą się na nim znajdować 64 mogiły, a w nich szczątki 180 żołnierzy austro-węgierskich i 15 rosyjskich z I wojny światowej, 70 żołnierzy radzieckich i prawdopodobnie 6 polskich z II wojny światowej. Według tablicy umieszczonej przy cmentarzu żołnierze austro-węgierscy i rosyjscy zginęli w Świdniku Dużym w dniach 30 lipca – 3 sierpnia 1915.
Cmentarz kolidował z planami budowy Portu lotniczego Lublin, gdyż leżał w miejscu, które miałoby przypadać dokładnie pomiędzy jego bazą cargo a terminalem. Dlatego też inwestor wystąpił do wojewódzkiego konserwatora zabytków o zgodę na przeniesienie nekropolii. Uzyskano zgody Rady Ochrony Pamięci Walk i Męczeństwa oraz wojewody lubelskiego. Rozważano lokalizacje w Krzesimowie lub Lublinie, ostatecznie jednak wybrano cmentarz komunalny w Świdniku.
Port lotniczy Lublin S.A. jako zamawiający w rozumieniu prawa zamówień publicznych wyłonił wykonawców prac związanych z likwidacją cmentarza w trybie negocjacji z ogłoszeniem (ogłoszenie o zamówieniu nr 252937-2008). Rozbiórkę cmentarza i ekshumację mogił zlecono Zakładowi Usług Pogrzebowych Zygmunt Dziurka, nadzorem archeologicznym prac ekshumacyjnych zajęło się ówczesne Muzeum Lubelskie, a nową kwaterę zaprojektował Związek Polskich Artystów Plastyków Polska Sztuka Użytkowa.
Prace ekshumacyjne rozpoczęły się w grudniu 2008 i potrwały kilka miesięcy. 
Po ekshumacji podawano, że z 97 grobów podniesiono szczątki 189 żołnierzy armii austro-węgierskiej i 18 żołnierzy z armii rosyjskiej, a także 1 żołnierza polskiego z II wojny światowej. 4,5 tysiąca przedmiotów wydobytych z grobów zostało poddanych konserwacji i wystawionych na zamku lubelskim. 
Najwyższa Izba Kontroli Delegatura w Lublinie oceniła przeniesienie cmentarza jako zgodne z prawem.